# Silnice I/45
Silnice I/45 je česká silnice I. třídy vedoucí Nízkým Jeseníkem. Je dlouhá 47,077 km

## Vedení silnice
- křižovatka Horní Loděnice/Moravský Beroun (I/46)
- Bruntál (I/11)
- Dětřichov nad Bystřicí (křížení s Silnice II/440)
- Lomnice
- Krnov (I/57)
- hraniční přechod Krnov–Pietrowice (Polsko – silnice č. 38 směr Hlubčice)

## Modernizace silnice
| Číslo | Název                                | Délka  | Kategorie | Zahájení výstavby | Uvedení do provozu | Křižovatky  |
| ----- | ------------------------------------ | ------ | --------- | ----------------- | ------------------ | ----------- |
| T61   | Bruntál – východní obchvat, I. etapa | 4,5 km | 9,5/80    | 08/2024           | plánováno 2027     | Žlutý kopec |
| T62   | Krnov – hraniční přechod             | 1,7 km | 9,5/90    | plánováno 2027    | plánováno 2028     |             |
| T81   | Krnov – západní obchvat              | 3,4 km | 9,5/90    | plánováno 2027    | plánováno 2028     |             |
| T83   | Nové Heřminovy – Zátor, I. etapa     | 5,1 km | 11,5/90   | plánováno 2027    | plánováno 2030     |             |